# Кемин
Кемин (кирг. Кемин; до 6 марта 1992 — Быстровка) — город в Кыргызстане. Административный центр Кеминского района Чуйской области.

## География
Расположен на берегу реки Чу в 95 км к востоку от Бишкека. Через Кемин проходят автомобильная и железная дороги Бишкек — Балыкчы.

## История
В советское время в Кемине был построен ряд промышленных предприятий: электротехнический, линолеумный, строительных материалов, хлебный заводы, золоторудный комбинат. В 1954 году получил статус посёлка городского типа, а в 2012 году стал городом.
В 2012 году при поддержке китайской «ТВЕА» началось строительство крупнейшего на тот момент энергетического проекта в стране — ЛЭП «Датка—Кемин» на 500 кВ и протяженностью 405 км. В 2015 году проект был введён в эксплуатацию, тем самым соединив юг и север страны, которые ранее были энергетически бессвязны. В Кемине была построена подстанция. 

## Население
На 1 марта 2017 года численность населения составляла 9400 человек.
| 1959 | 1970   | 1979   | 1989   | 1999   | 2009 |
| ---- | ------ | ------ | ------ | ------ | ---- |
| 7198 | 10 302 | 12 204 | 13 937 | 11 401 | 8169 |

## Известные жители
- Садыбакасов, Кемель Аманович — киргизский советский политический деятель, первый секретарь Тянь-Шаньского обкома КПСС.
- Кожоналиев, Кубатбек Азатович — военный прокурор Кыргызской Республики (2000—2003).
- Жамангулов, Акылбек Жекшенович — политический деятель Кыргызстана, депутат Жогорку Кенеша Кыргызской Республики VI созыва.
- Печёрский, Александр Александрович — советский и российский биатлонист, пятикратный чемпион СССР и двукратный чемпион России. Мастер спорта международного класса, заслуженный тренер России.
- Немцев, Иван Спиридонович — подполковник Советской Армии, участник Великой Отечественной войны, Герой Советского Союза (1943).